# Saltø Å
Saltø Å är ett vattendrag i Danmark. Det ligger på Själland 80 km sydväst om Köpenhamn. Den mynnar i  Karrebæk Fjord cirka 7 km sydväst om Næstved.